# Pat a Mat ve filmu
Pat a Mat ve filmu je český animovaný film z roku 2016. Film režíroval a i scénář napsal Marek Beneš. Film je dlouhý 80 minut. Byl vytvořen k výročí 40 let od vzniku seriálu. Vznikl spojením 10 epizod Pat a Mat na venkově, za což byl některými kritizován.

## Obsah
Oba hlavní hrdinové vytáhnou z půdy promítačku a pouštějí divákům deset starších dílů. Konkrétně se jedná o tyto díly: Vodovod, Papírový servis, Vysavač, Podlaha, Suchý strom, Pomerančová šťáva, Rotoped, Kaktus, Obkladačky a Sluneční clona. Při samotném využívání promítačky byly použity záběry z dílu Promítačka.